# Skrajna Sucha Dolina Smreczyńska

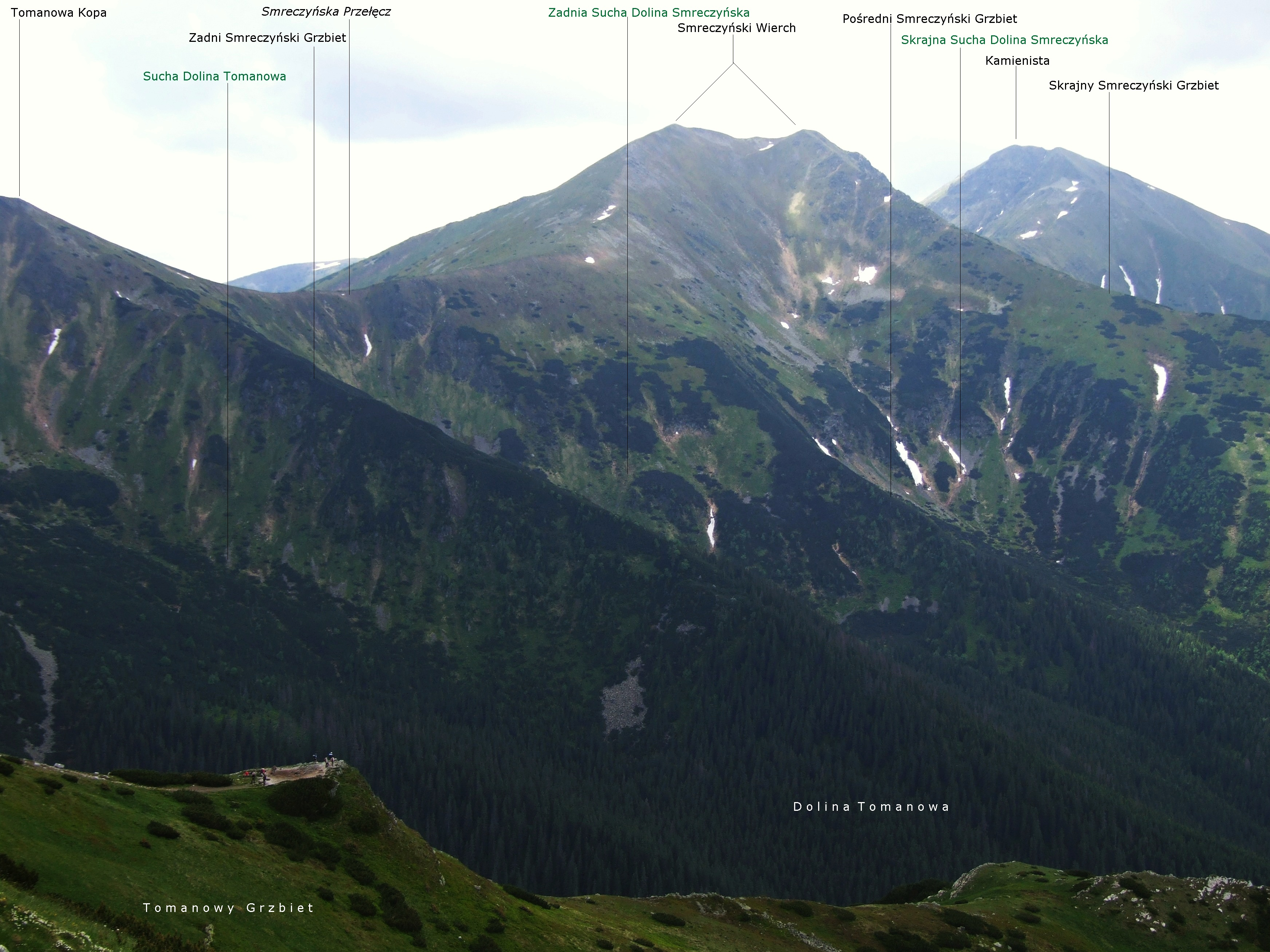
Widok od północnej strony

Skrajna Sucha Dolina Smreczyńska, nazywana też Spadami – lewoboczne odgałęzienie Doliny Tomanowej w polskich Tatrach Zachodnich. Jest to długa (ok. 2 km) i wąska dolinka opadająca w północno-zachodnim kierunku z grani pomiędzy Smreczyńską Przełęczą (1799 m) a niższym, wschodnim wierzchołkiem Smreczyńskiego Wierchu (2066 m). Od wschodniej strony ograniczona jest Pośrednim Smreczyńskim Grzbietem, za którym znajduje się Zadnia Sucha Dolina Smreczyńska, od zachodniej Skrajnym Smreczyńskim Grzbietem, za którym znajduje się Dolinka (w górnej części) i Jaferowy Żleb (w dolnej części).
Dolinka była zlodowacona. W jej górnym piętrze znajduje się dwupoziomowy kocioł lodowcowy; jego wyższa część znajduje się na wysokości 1730–1700 m, niższa 1520–1430 m. W środkowej części dolinki powstaje potok tworzący wiele wodospadów na stromym progu skalnym doliny. Uchodzi do dna Doliny Tomanowej na wysokości ok. 1200 m. Tuż przed ujściem do Tomanowego Potoku łączy się jeszcze z potokiem spływającym z Zadniej Suchej Doliny Smreczyńskiej.
Dolina znajduje się poza szlakami turystycznymi. Dawniej były to tereny wypasowe należące do Hali Smreczyny, obecnie jest to obszar ochrony ścisłej „Pyszna, Tomanowa, Pisana”.